# Proxanthobasis aldrichi
Proxanthobasis aldrichi är en tvåvingeart som beskrevs av Blanchard 1966. Proxanthobasis aldrichi ingår i släktet Proxanthobasis och familjen parasitflugor. Inga underarter finns listade i Catalogue of Life.